# Four (Blues Traveler)
Four è il quarto album in studio del gruppo rock statunitense Blues Traveler, pubblicato nel 1994.

## Tracce
1. Run-Around – 4:40
2. Stand – 5:19
3. Look Around – 5:42
4. Fallible – 4:47
5. The Mountains Win Again – 5:06
6. Freedom – 4:01
7. Crash Burn – 2:59
8. Price to Pay – 5:17
9. Hook – 4:49
10. The Good, the Bad and the Ugly – 1:55
11. Just Wait – 5:34
12. Brother John – 6:38

## Formazione
- Brendan Hill – percussioni, batteria
- Chan Kinchla – chitarre, mandolino, cori
- John Popper – voce, armonica
- Bobby Sheehan – basso, cori